# Rally Dakar de 2021
El Rally Dakar de 2021 fue la cuadragésima tercera edición de la carrera de rally raid más exigente del mundo. Se llevó a cabo desde el 2 hasta el 15 de enero de 2021, y por segundo año consecutivo se realizó en Arabia Saudita, y por tercera vez se disputa dentro de los límites de un solo país, al igual que la edición 2019 en Perú y la edición 2020. 
La empresa francesa ASO (organizadora del Rally Dakar) anunció que esta edición se implementarían los libros de ruta electrónicos por primera vez para las categorías coches y camiones, y en general se entregarán con una antelación de diez minutos de iniciar cada etapa Así como también será de uso obligatorio "chalecos con airbags" para todos los participantes de motos. 
La salida se realizó el 2 de enero desde Jeddah arribando luego de 13 etapas, al mismo punto (Jeddah), y el día de descanso fue el 12 de enero. Los tramos especiales o cronometrados se renovaron en un 100%. El recorrido total fue de 7658 km y los tramos cronometrados fueron en total 4778 km. 
Las principales característica de esta edición fueron la navegación y David Castera de ASO comentó la intención de reducir significativamente la velocidad de la carrera, en particular de la categoría motos. Se implementaron las denominadas 'zonas lentas' o zonas con mayor peligro las cuales las velocidades fue limitadas a 90 km/h y se agregaron alertas sonoras ante los mayores peligros y así evitar las desgracias de la edición anterior como fue la muerte del piloto Paulo Gonçalves y de Edwin Straver. 
Otra de las novedades fue que los coches no podían cambiar los neumáticos durante la etapa maratón y las motos tuvieron seis juegos de neumáticos traseros que debieron gestionar para que les duren todo el rally y los pilotos no pudieron reparar sus motocicletas durante los repostajes de combustible. Asimismo las motos podían cambiar el pistón de la moto una sola vez, penalizando en minutos por cada cambio extra, así como también por cambio de motor como las ediciones anteriores.
Las inscripciones comenzaron a partir del 15 de junio de 2020 y la organización ha mencionado que habrá ayudas para los inscritos a raíz de la pandemia del COVID-19.
Otra novedad en esta edición es la competición de clásicos que acompañará a la caravana pero que será de tipo "carrera de regularidad", (donde se debe cumplir un tiempo dado, y no de velocidad libre) en la que solo participan coches y camiones anteriores a 2000.
En la noche del 14 de enero falleció el piloto francés de motos Pierre Cherpin, quien estaba siendo trasladado, en avión sanitario, a Francia como consecuencia de las heridas producidas tras una caída en la séptima etapa.
Tras las 12 etapas, fue muy evidente la complicada navegación que tuvieron que enfrentar los pilotos. Esta edición fue la primera en la cual las hojas de ruta (Roadbook) se entregaron 30 minutos antes de iniciada la etapa y no como en previas ediciones que se etregaban al finalizar la etapa anterior (aprox. 12 horas antes). 
La categoría motos (quienes siempre parten primeros en la mañana) se caracterizó, sobre todo en la primera semana, en que el que salía en punta perdía mucho tiempo en la navegación y generó muchos cambios de posiciones a lo largo del rally. Finalmente se impuso Kevin Benavides de Argentina por un estrecho margen de casi cinco minutos (04' 56).
En la categoría coches, el "legendario" Stéphane Peterhansel obtuvo su decimocuarto título (combinado autos y motos), también con un final muy apretado con una ventaja de casi 14 minutos sobre Nasser Al-Attiyah.
En la categoría cuatriciclos, el argentino Manuel Andújar se coronó campeón por primera vez en su carrera. 
En la categoría camiones, la llamada "armada rusa" hizo un triplete con sus camiones Kamaz liderada por Dmitry Sotnikov con el primer puesto y seguido por Anton Shibalov y Airat Mardeev.
En la categoría SSV (T4) el chileno Chaleco López luego de varios contratiempos pudo lograr su segundo título en la categoría, mientras que el checo Josef Macháček se llevó la victoria en la nueva Prototipos ligeros (T3). En la categoría clásicos los franceses Marc Douton y su copiloto Emilien Etienne ganaron esta carrera inaugural a bordo de un Buggy Sunhill de 1979.

## Etapas
Recorrido oficial entregado por la organización.
| Etapa | Fecha               | Partida                  | Llegada                  | Total                    | Total                    | Total                    | Especial                 | Especial                 |
| Etapa | Fecha               | Partida                  | Llegada                  | Motos & Quads            | Autos & SSV              | Camiones                 | Motos & Quads            | Autos, SSV & Camiones    |
| ----- | ------------------- | ------------------------ | ------------------------ | ------------------------ | ------------------------ | ------------------------ | ------------------------ | ------------------------ |
| P *   | 2 de enero de 2021  | Yeda                     | Yeda                     | 11 km                    | 11 km                    | 11 km                    | 11 km                    | 11 km                    |
| 1     | 3 de enero de 2021  | Yeda                     | Bisha                    | 622 km                   | 622 km                   | 622 km                   | 277 km                   | 277 km                   |
| 2     | 4 de enero de 2021  | Bisha                    | Wadi Ad-Dawasir          | 685 km                   | 685 km                   | 685 km                   | 457 km                   | 457 km                   |
| 3     | 5 de enero de 2021  | Wadi Ad-Dawasir          | Wadi Ad-Dawasir          | 630 km                   | 630 km                   | 630 km                   | 403 km                   | 403 km                   |
| 4     | 6 de enero de 2021  | Wadi Ad-Dawasir          | Riad                     | 813 km                   | 813 km                   | 813 km                   | 337 km                   | 337 km                   |
| 5     | 7 de enero de 2021  | Riad                     | Buraydah                 | 625 km                   | 625 km                   | 625 km                   | 419 km                   | 419 km                   |
| 6     | 8 de enero de 2021  | Buraydah                 | Ha'il                    | 655 km                   | 655 km                   | 655 km                   | 485 km                   | 485 km                   |
|       | 9 de enero de 2021  | Día de descanso en Ha'il | Día de descanso en Ha'il | Día de descanso en Ha'il | Día de descanso en Ha'il | Día de descanso en Ha'il | Día de descanso en Ha'il | Día de descanso en Ha'il |
| 7 **  | 10 de enero de 2021 | Ha'il                    | Sakaka                   | 737 km                   | 737 km                   | 737 km                   | 471 km                   | 471 km                   |
| 8     | 11 de enero de 2021 | Sakaka                   | Neom                     | 709 km                   | 709 km                   | 709 km                   | 375 km                   | 375 km                   |
| 9     | 12 de enero de 2021 | Neom                     | Neom                     | 579 km                   | 579 km                   | 579 km                   | 465 km                   | 465 km                   |
| 10    | 13 de enero de 2021 | Neom                     | Al-Ula                   | 583 km                   | 583 km                   | 583 km                   | 342 km                   | 342 km                   |
| 11    | 14 de enero de 2021 | Al-Ula                   | Yanbu                    | 557 km                   | 557 km                   | 557 km                   | 511 km                   | 511 km                   |
| 12    | 15 de enero de 2021 | Yanbu                    | Yeda                     | 452 km                   | 452 km                   | 452 km                   | 225 km                   | 225 km                   |
| Total | Total               | Total                    | Total                    | 7658 km                  | 7658 km                  | 7658 km                  | 4778 km                  | 4778 km                  |

* Prólogo 
** Etapa Maratón

## Participantes
- Principales participantes inscritos en cada categoría. 
| Coches | Coches               | Coches                      | Coches                   | Coches                      | Coches                       | Coches                  |
| N.º    | Piloto               | País                        | Navegante                | País                        | Vehículo                     | Equipo                  |
| ------ | -------------------- | --------------------------- | ------------------------ | --------------------------- | ---------------------------- | ----------------------- |
| 300    | Carlos Sainz         | Bandera de España           | Lucas Cruz               | Bandera de España           | MINI John Cooper Works Buggy | Bahrain JCW X-Raid Team |
| 301    | Nasser Al-Attiyah    | Bandera de Catar            | Matthieu Baumel          | Bandera de Francia          | Toyota Hilux                 | Toyota Gazoo Racing     |
| 302    | Stéphane Peterhansel | Bandera de Francia          | Eduard Boulanger         | Bandera de Francia          | MINI John Cooper Works Buggy | Bahrain JCW X-Raid Team |
| 303    | Yazeed Al Rajhi      | Bandera de Arabia Saudita   | Dirk Von Zitzewitz       | Bandera de Alemania         | Toyota Hilux                 | Overdrive Toyota        |
| 304    | Giniel De Villiers   | Bandera de Sudáfrica        | Alex Haro Bravo          | Bandera de España           | Toyota Hilux                 | Toyota Gazoo Racing     |
| 305    | Sebastian Loeb       | Bandera de Francia          | Daniel Elena             | Bandera de Mónaco           | BRX-Prodrive Hunter T1       | Bahrain Raid Xtreme     |
| 306    | Bernhard Ten Brinke  | Bandera de los Países Bajos | Tom Colsoul              | Bandera de los Países Bajos | Toyota Hilux                 | Overdrive Toyota        |
| 307    | Jakub Przygoński     | Bandera de Polonia          | Timo Gottschalk          | Bandera de Alemania         | Toyota Hilux                 | Overdrive Toyota        |
| 309    | Orlando Terranova    | Bandera de Argentina        | Bernardo Graue           | Bandera de Argentina        | MINI John Cooper Works Rally | X-Raid MINI JCW Team    |
| 311    | Nani Roma            | Bandera de España           | Daniel Oliveras Carreras | Bandera de España           | BRX-Prodrive Hunter T1       | Bahrain Raid Xtreme     |
| 312    | Martin Prokop        | Bandera de República Checa  | Viktor Chytka            | Bandera de República Checa  | Ford Raptor RS Cross Country | Orlen Benzina Team      |
| 314    | Cyril Despres        | Bandera de Francia          | Mike Horn                | Bandera de Suiza            | Peugeot 3008 DKR             | Abu Dhabi Racing        |

| Motos | Motos                        | Motos                     | Motos                  | Motos                                    |
| N.º   | Piloto                       | País                      | Vehículo               | Equipo                                   |
| ----- | ---------------------------- | ------------------------- | ---------------------- | ---------------------------------------- |
| 1     | Ricky Brabec                 | Bandera de Estados Unidos | Honda CRF 450 Rally    | Monster Energy Honda Team 2020           |
| 2     | Pablo Quintanilla            | Bandera de Chile          | Husqvarna FR 450 Rally | Rockstar Energy Husqvarna Factory Racing |
| 3     | Toby Price                   | Bandera de Australia      | KTM 450                | Red Bull KTM Factory Team                |
| 4     | Jose Ignacio Cornejo Florimo | Bandera de Chile          | Honda CRF 450 Rally    | Monster Energy Honda Team 2020           |
| 5     | Sam Sunderland               | Bandera del Reino Unido   | KTM 450                | Red Bull KTM Factory Team                |
| 6     | Franco Caimi                 | Bandera de Argentina      | Yamaha WR450F Rally    | Monster Energy Yamaha Rally Team         |
| 7     | Andrew Short                 | Bandera de Estados Unidos | Husqvarna FR 450 Rally | Rockstar Energy Husqvarna Factory Racing |
| 42    | Adrien Van Beveren           | Bandera de Francia        | Yamaha WR450F          | Monster Energy Yamaha Rally Team         |
| 44    | Laia Sanz                    | Bandera de España         | Gas Gas 450            | Gas Gas Factory Team                     |
| 47    | Kevin Benavides              | Bandera de Argentina      | Honda CRF 450 Rally    | Monster Energy Honda Team 2020           |
| 52    | Matthias Walkner             | Bandera de Austria        | KTM 450                | Red Bull KTM Factory Team                |
| 16    | Luciano Benavides            | Bandera de Argentina      | Husqvarna FR 450 Rally | Rockstar Energy Husqvarna Factory Racing |
| 88    | Joan Barreda Bort            | Bandera de España         | Honda CRF 450 Rally    | Monster Energy Honda Team 2020           |

| Camiones | Camiones          | Camiones                   | Camiones          | Camiones                   | Camiones             | Camiones                          | Camiones      | Camiones                |
| N.º      | Piloto            | País                       | Copiloto          | País                       | Mecánico             | País                              | Vehículo      | Equipo                  |
| -------- | ----------------- | -------------------------- | ----------------- | -------------------------- | -------------------- | --------------------------------- | ------------- | ----------------------- |
| 500      | Andrey Karginov   | Bandera de Rusia           | Andrey Mokeev     | Bandera de Rusia           | Igor Leonov          | Bandera de Rusia                  | Kamaz         | Kamaz Master            |
| 501      | Anton Shibalov    | Bandera de Rusia           | Dmitrii Nikitin   | Bandera de Rusia           | Ivan Tatarinov       | Bandera de Rusia                  | Kamaz         | Kamaz Master            |
| 502      | Siarhei Viazovich | Bandera de Bielorrusia     | Pavel Haranin     | Bandera de Bielorrusia     | Anton Zaparoshchanka | Bandera de Bielorrusia            | MAZ           | MAZ-Sportauto           |
| 503      | Martin Macik      | Bandera de República Checa | František Tomášek | Bandera de República Checa | David Švanda         | Bandera de República Checa        | Iveco         | Big Shock Racing        |
| 504      | Aleš Loprais      | Bandera de República Checa | Petr Pokora       | Bandera de República Checa | Khalid Alkendi       | Bandera de Emiratos Árabes Unidos | Praga V4S DKR | Instaforex Loprais Team |
| 509      | Ignacio Casale    | Bandera de Chile           | Álvaro León       | Bandera de Chile           | Petr Capka           | Bandera de República Checa        | Tatra         | Tatra Buggyra Racing    |

| 150 | Nicolás Cavigliasso | Bandera de Argentina                             | Yamaha Raptor 700 | Dragon Rally Team  |
| 154 | Manuel Andújar      | Bandera de Argentina                             | Yamaha Raptor 700 | 7240 TEAM          |
| 152 | Alexandre Giroud    | Bandera de Francia                               | Yamaha YFZ 700    | Team Giroud        |
| 159 | Giovanni Enrico     | Bandera de Chile                                 | Yamaha Raptor 700 | Enrico Racing Team |
| 163 | Pablo Copetti       | Bandera de Argentina · Bandera de Estados Unidos | Yamaha Raptor 700 | MX Devesa By Berta |
| 169 | Tobías Carrizo      | Bandera de Argentina                             | Yamaha Raptor 700 | M.E.D. Racing Team |

| SSV (T4) | SSV (T4)                           | SSV (T4)           | SSV (T4)                   | SSV (T4)           | SSV (T4)             | SSV (T4)              |
| N.º      | Piloto                             | País               | Copiloto                   | País               | Vehículo             | Equipo                |
| -------- | ---------------------------------- | ------------------ | -------------------------- | ------------------ | -------------------- | --------------------- |
| 401      | Francisco "Chaleco" López Contardo | Bandera de Chile   | Juan Pablo Latrach Vinagre | Bandera de Chile   | Can - Am Maverick    | South Racing Can-Am   |
| 405      | Gerard Farres Guell                | Bandera de España  | Armand Monleon             | Bandera de España  | Can - Am Maverick    | Monster Energy Can-Am |
| 404      | Reinaldo Varela                    | Bandera de Brasil  | Gustavo Gugelmin           | Bandera de Brasil  | Can - Am Maveric X3  | Monster Energy Can-Am |
| 406      | Aron Domżała                       | Bandera de Polonia | Maciej Marton              | Bandera de Polonia | Can - Am Maverick X3 | Monster Energy Can-Am |

| Clásicos | Clásicos           | Clásicos                    | Clásicos                 | Clásicos                    | Clásicos   | Clásicos           |
| N.º      | Piloto             | País                        | Navegante                | País                        | Vehículo   | Equipo             |
| -------- | ------------------ | --------------------------- | ------------------------ | --------------------------- | ---------- | ------------------ |
| 200      | Ignacio Corcuera   | Bandera de España           | Laurent Iker San Vicente | Bandera de España           | Volkswagen | Equipo Euskadi 4x4 |
| 201      | Emmanuel Eggermont | Bandera de los Países Bajos | Edouard De Braekeleer    | Bandera de los Países Bajos | Volkswagen | Racing Wings       |
| 201      | Amy Lerner         | Bandera de Estados Unidos   | Carmen Sara Bossaert     | Bandera de los Países Bajos | Porsche    | Al Rally           |

## Resultados de etapas
No se muestran los resultados del prólogo.

### Coches
| Etapa | Ganador de la etapa                    | Tiempo   | Líder de la general                    |
| ----- | -------------------------------------- | -------- | -------------------------------------- |
| 1     | Carlos Sainz Lucas Cruz                | 03:05:00 | Carlos Sainz Lucas Cruz                |
| 2     | Nasser al-Attiyah Mathieu Baumel       | 04:03:14 | Stéphane Peterhansel Édouard Boulanger |
| 3     | Nasser al-Attiyah Mathieu Baumel       | 03:17:39 | Stéphane Peterhansel Édouard Boulanger |
| 4     | Nasser al-Attiyah Mathieu Baumel       | 02:35:59 | Stéphane Peterhansel Édouard Boulanger |
| 5     | Giniel de Villiers Alex Haro Bravo     | 05:09:25 | Stéphane Peterhansel Édouard Boulanger |
| 6     | Carlos Sainz Lucas Cruz                | 03:38:27 | Stéphane Peterhansel Édouard Boulanger |
| 7     | Yazeed Al Rajhi Dirk von Zitzewitz     | 04:21:59 | Stéphane Peterhansel Édouard Boulanger |
| 8     | Nasser al-Attiyah Mathieu Baumel       | 02:56:56 | Stéphane Peterhansel Édouard Boulanger |
| 9     | Stéphane Peterhansel Édouard Boulanger | 04:50:27 | Stéphane Peterhansel Édouard Boulanger |
| 10    | Yazeed Al Rajhi Dirk von Zitzewitz     | 03:03:57 | Stéphane Peterhansel Édouard Boulanger |
| 11    | Nasser al-Attiyah Mathieu Baumel       | 04:34:24 | Stéphane Peterhansel Édouard Boulanger |
| 12    | Carlos Sainz Lucas Cruz                | 02:17:33 | Stéphane Peterhansel Édouard Boulanger |

### Motos
| Etapa | Ganador de la etapa          | Tiempo   | Líder de la general          |
| ----- | ---------------------------- | -------- | ---------------------------- |
| 1     | Toby Price                   | 03:17:49 | Toby Price                   |
| 2     | Joan Barreda Bort            | 04:17:56 | Joan Barreda Bort            |
| 3     | Toby Price                   | 03:33:23 | Skyler Howes                 |
| 4     | Joan Barreda Bort            | 02:46:50 | Xavier de Soultrait          |
| 5     | Kevin Benavídes              | 05:09:50 | Kevin Benavídes              |
| 6     | Joan Barreda Bort            | 03:45:27 | Toby Price                   |
| 7     | Ricky Brabec                 | 04:37:44 | José Ignacio Cornejo Florimo |
| 8     | José Ignacio Cornejo Florimo | 03:08:40 | José Ignacio Cornejo Florimo |
| 9     | Kevin Benavídes              | 04:49:15 | José Ignacio Cornejo Florimo |
| 10    | Ricky Brabec                 | 03:12:33 | Kevin Benavídes              |
| 11    | Sam Sunderland               | 04:35:12 | Kevin Benavídes              |
| 12    | Ricky Brabec                 | 02:17:02 | Kevin Benavídes              |

### Camiones
| Etapa | Ganador de la etapa                                  | Tiempo   | Líder de la general                                 |
| ----- | ---------------------------------------------------- | -------- | --------------------------------------------------- |
| 1     | Dmitry Sotnikov Ruslan Akhmadeev Ilgiz Akhmetzianov  | 03:17:49 | Dmitry Sotnikov Ruslan Akhmadeev Ilgiz Akhmetzianov |
| 2     | Dmitry Sotnikov Ruslan Akhmadeev Ilgiz Akhmetzianov  | 04:37:44 | Dmitry Sotnikov Ruslan Akhmadeev Ilgiz Akhmetzianov |
| 3     | Siarhei Viazovich Pavel Haranin Anton Zaparoshchanka | 03:45:14 | Dmitry Sotnikov Ruslan Akhmadeev Ilgiz Akhmetzianov |
| 4     | Dmitry Sotnikov Ruslan Akhmadeev Ilgiz Akhmetzianov  | 02:58:47 | Dmitry Sotnikov Ruslan Akhmadeev Ilgiz Akhmetzianov |
| 5     | Andrey Karginov Andrey Mokeev Igor Leonov            | 05:26:39 | Dmitry Sotnikov Ruslan Akhmadeev Ilgiz Akhmetzianov |
| 6     | Airat Mardeev Dmitriy Svistunov Akhmet Galiautdinov  | 04:08:52 | Dmitry Sotnikov Ruslan Akhmadeev Ilgiz Akhmetzianov |
| 7     | Dmitry Sotnikov Ruslan Akhmadeev Ilgiz Akhmetzianov  | 04:45:52 | Dmitry Sotnikov Ruslan Akhmadeev Ilgiz Akhmetzianov |
| 8     | Anton Shibalov Dmitrii Nikitin Iván Tatarinov        | 03:19:40 | Dmitry Sotnikov Ruslan Akhmadeev Ilgiz Akhmetzianov |
| 9     | Martin Macik Fratisek Tomasek David Svanda           | 05:05:54 | Dmitry Sotnikov Ruslan Akhmadeev Ilgiz Akhmetzianov |
| 10    | Martin Macik Fratisek Tomasek David Svanda           | 03:13:02 | Dmitry Sotnikov Ruslan Akhmadeev Ilgiz Akhmetzianov |
| 11    | Anton Shibalov Dmitrii Nikitin Iván Tatarinov        | 04:46:38 | Dmitry Sotnikov Ruslan Akhmadeev Ilgiz Akhmetzianov |
| 12    | Martin Macik Fratisek Tomasek David Svanda           | 02:32:27 | Dmitry Sotnikov Ruslan Akhmadeev Ilgiz Akhmetzianov |

### Quads
| Etapa | Ganador de la etapa | Tiempo   | Líder de la general |
| ----- | ------------------- | -------- | ------------------- |
| 1     | Alexandre Giroud    | 04:01:08 | Alexandre Giroud    |
| 2     | Pablo Copetti       | 05:34:50 | Alexandre Giroud    |
| 3     | Nicolás Cavigliasso | 04:25:49 | Giovanni Enrico     |
| 4     | Manuel Andújar      | 03:29:13 | Nicolás Cavigliasso |
| 5     | Nicolás Cavigliasso | 06:09:42 | Nicolás Cavigliasso |
| 6     | Alexandre Giroud    | 04:50:24 | Nicolás Cavigliasso |
| 7     | Manuel Andújar      | 05:57:40 | Manuel Andújar      |
| 8     | Alexandre Giroud    | 04:20:40 | Manuel Andújar      |
| 9     | Giovanni Enrico     | 06:24:41 | Manuel Andújar      |
| 10    | Italo Pedemonte     | 04:19:07 | Manuel Andújar      |
| 11    | Giovanni Enrico     | 06:21:16 | Manuel Andújar      |
| 12    | Pablo Copetti       | 03:11:30 | Manuel Andújar      |

### Prototipos ligeros (T3)
| Etapa | Ganador de la etapa                         | Tiempo   | Líder de la general                         |
| ----- | ------------------------------------------- | -------- | ------------------------------------------- |
| 1     | Cristina Gutiérrez Herrero Francois Cazalet | 03:35:56 | Cristina Gutiérrez Herrero Francois Cazalet |
| 2     | Seth Quintero Dennis Zenz                   | 05:15:41 | Cristina Gutiérrez Herrero Francois Cazalet |
| 3     | Seth Quintero Dennis Zenz                   | 04:22:37 | Cristina Gutiérrez Herrero Francois Cazalet |
| 4     | Kris Meeke Wouter Rosegaar                  | 03:18:42 | Seth Quintero Dennis Zenz                   |
| 5     | Seth Quintero Dennis Zenz                   | 05:49:43 | Seth Quintero Dennis Zenz                   |
| 6     | Seth Quintero Dennis Zenz                   | 04:20:23 | Seth Quintero Dennis Zenz                   |
| 7     | Cristina Gutiérrez Herrero Francois Cazalet | 05:25:41 | Seth Quintero Dennis Zenz                   |
| 8     | Seth Quintero Dennis Zenz                   | 03:44:05 | Seth Quintero Dennis Zenz                   |
| 9     | Cristina Gutiérrez Herrero Francois Cazalet | 06:17:40 | Josef Macháček Pavel Vyoral                 |
| 10    | Kris Meeke Wouter Rosegaar                  | 03:34:41 | Josef Macháček Pavel Vyoral                 |
| 11    | Seth Quintero Dennis Zenz                   | 04:58:17 | Josef Macháček Pavel Vyoral                 |
| 12    | Kris Meeke Wouter Rosegaar                  | 02:41:11 | Josef Macháček Pavel Vyoral                 |

### SSV (T4)
| Etapa | Ganador de la etapa                                 | Tiempo   | Líder de la general                                 |
| ----- | --------------------------------------------------- | -------- | --------------------------------------------------- |
| 1     | Austin Jones Gustavo Gugelmin                       | 03:35:56 | Austin Jones Gustavo Gugelmin                       |
| 2     | Saleh Alsaif Oriol Vidal Montijano                  | 05:05:07 | Francisco López Contardo Juan Pablo Latrach Vinagre |
| 3     | Francisco López Contardo Juan Pablo Latrach Vinagre | 04:20:57 | Francisco López Contardo Juan Pablo Latrach Vinagre |
| 4     | Arom Domzala Maciej Marton                          | 03:16:57 | Francisco López Contardo Juan Pablo Latrach Vinagre |
| 5     | Francisco López Contardo Juan Pablo Latrach Vinagre | 05:46:32 | Francisco López Contardo Juan Pablo Latrach Vinagre |
| 6     | Seth Quintero Dennis Zenz                           | 04:20:23 | Arom Domzala Maciej Marton                          |
| 7     | Francisco López Contardo Juan Pablo Latrach Vinagre | 05:15:34 | Arom Domzala Maciej Marton                          |
| 8     | Francisco López Contardo Juan Pablo Latrach Vinagre | 03:37:45 | Austin Jones Gustavo Gugelmin                       |
| 9     | Francisco López Contardo Juan Pablo Latrach Vinagre | 05:31:41 | Francisco López Contardo Juan Pablo Latrach Vinagre |
| 10    | Serguéi Kariakin Anton Vlasiuk                      | 03:31:17 | Francisco López Contardo Juan Pablo Latrach Vinagre |
| 11    | Seth Quintero Dennis Zenz                           | 04:58:17 | Francisco López Contardo Juan Pablo Latrach Vinagre |
| 12    | Reinaldo Varela Maykel Justo                        | 02:41:11 | Francisco López Contardo Juan Pablo Latrach Vinagre |

### Clásicos
| Etapa | Ganador de la etapa                          | Puntos | Líder de la general         |
| ----- | -------------------------------------------- | ------ | --------------------------- |
| 1     | Marc Douton Emilien Etienne                  | 121    | Marc Douton Emilien Etienne |
| 2     | Marc Douton Emilien Etienne                  | 106    | Marc Douton Emilien Etienne |
| 3     | Marc Douton Emilien Etienne                  | 77     | Marc Douton Emilien Etienne |
| 4     | Marc Douton Emilien Etienne                  | 73     | Marc Douton Emilien Etienne |
| 5     | Marc Douton Emilien Etienne                  | 116    | Marc Douton Emilien Etienne |
| 6     | Ondřej Klymčiw Petr Vlcek                    | 91     | Marc Douton Emilien Etienne |
| 7     | Marc Douton Emilien Etienne                  | 19     | Marc Douton Emilien Etienne |
| 8     | Kilian Revuelta Óscar Sánchez                | 27     | Marc Douton Emilien Etienne |
| 9     | Kilian Revuelta Óscar Sánchez                | 69     | Marc Douton Emilien Etienne |
| 10    | Lilian Harichoury Luc Fertin Laurent Correia | 129    | Marc Douton Emilien Etienne |
| 11    | Stephan Lamarre Benjamin Laroche             | 38     | Marc Douton Emilien Etienne |
| 12    | Marc Gutiérrez Luis Heras                    | 15     | Marc Douton Emilien Etienne |

## Clasificación general

### Coches
| Pos. | Piloto               | Marca                        | Tiempo   | Diferencia |
| ---- | -------------------- | ---------------------------- | -------- | ---------- |
| 1    | Stéphane Peterhansel | MINI John Cooper Works Buggy | 44:28:11 | -----      |
| 2    | Nasser Al-Attiyah    | Toyota Hilux                 | 44:42:02 | + 0:13:51  |
| 3    | Carlos Sainz         | MINI John Cooper Works Buggy | 45:29:08 | + 1:00:57  |
| 4    | Jakub Przygonski     | Toyota Hilux                 | 47:03:14 | + 2:35:03  |
| 5    | Nani Roma            | Toyota Hilux                 | 47:49:59 | + 3:21:48  |
| 6    | Vladimir Vasilyev    | MINI John Cooper Works Rally | 47:57:49 | + 3:29:38  |
| 7    | Khalid Al Qassimi    | Century Buggy                | 48:01:42 | + 3:33:31  |
| 8    | Giniel de Villiers   | Toyota Hilux                 | 48:25:50 | + 3:57:39  |
| 9    | Martin Prokop        | Toyota Hilux                 | 48:37:32 | + 4:09:21  |
| 10   | Cyril Despres        | Peugeot                      | 49:19:20 | + 4:51:09  |

### Motos
| Pos. | Piloto            | Marca                  | Tiempo   | Diferencia |
| ---- | ----------------- | ---------------------- | -------- | ---------- |
| 1    | Kevin Benavídes   | Honda CRF 450 Rally    | 47:18:14 | -----      |
| 2    | Ricky Brabec      | Honda CRF 450 Rally    | 47:23:10 | + 0:04:56  |
| 3    | Sam Sunderland    | KTM 450 Rally          | 47:34:11 | + 0:15:57  |
| 4    | Daniel Sanders    | KTM 450 Rally          | 47:57:02 | + 0:38:52  |
| 5    | Skyler Howes      | KTM 450 Rally          | 48:10:47 | + 0:52:33  |
| 6    | Lorenzo Santolino | KTM 450 Rally          | 48:16:44 | + 0:58:30  |
| 7    | Pablo Quintanilla | Husqvarna FR 450 Rally | 48:44:53 | + 1:26:39  |
| 8    | Stefan Svitko     | KTM 450 Rally          | 49:01:21 | + 1:43:07  |
| 9    | Mathias Walkner   | KTM 450 Rally          | 49:50:26 | + 2:32:12  |
| 10   | Martin Michek     | KTM 450 Rally          | 50:00:51 | + 2:42:37  |

### Camiones
| Pos. | Piloto               | Marca           | Tiempo   | Diferencia |
| ---- | -------------------- | --------------- | -------- | ---------- |
| 1    | Dmitry Sotnikov      | Kamaz 43509     | 48:23:21 | -----      |
| 2    | Anton Shibalov       | Kamaz 43509     | 49:02:59 | + 0:39:38  |
| 3    | Airat Mardeev        | Kamaz 43509     | 49:37:56 | + 1:14:35  |
| 4    | Martin Macík         | Iveco PowerStar | 50:09:12 | + 1:45:51  |
| 5    | Aleš Loprais         | Praga V4S DKR   | 50:23:52 | + 2:00:31  |
| 6    | Aliaksei Vishneuski  | MAZ 5309RR      | 50:39:53 | + 2:16:32  |
| 7    | Andrey Karginov      | Kamaz 43509     | 51:12:22 | + 2:49:01  |
| 8    | Martin Van Den Brink | MAZ 6440RR      | 52:46:42 | + 4:26:21  |
| 9    | Ignacio Casale       | Tatra           | 53:51:11 | + 5:27:50  |
| 10   | Martin Soltys        | Tatra           | 53:56:53 | + 5:33:22  |

### Quads
| Pos. | Piloto            | Marca             | Tiempo   | Diferencia |
| ---- | ----------------- | ----------------- | -------- | ---------- |
| 1    | Manuel Andújar    | Yamaha Raptor 700 | 60:28:29 | -----      |
| 2    | Giovanni Enrico   | Yamaha Raptor 700 | 61:02:13 | + 0:33:44  |
| 3    | Pablo Copetti     | Yamaha Raptor 700 | 63:29:27 | + 3:00:58  |
| 4    | Kamil Wisniewski  | Yamaha Raptor 700 | 67:18:34 | + 6:50:05  |
| 5    | Tomas Kubiena     | Yamaha Raptor 700 | 67:40:14 | + 7:11:45  |
| 6    | Romain Dutu       | Yamaha Raptor 700 | 69:45:40 | + 9:17:11  |
| 7    | Laisvydas Kancius | Yamaha Raptor 700 | 73:11:34 | + 12:43:05 |
| 8    | Tobías Carrizo    | Yamaha Raptor 700 | 78:52:03 | + 18:23:34 |
| 9    | Toni Vingut       | Yamaha Raptor 700 | 83:54:39 | + 23:26:10 |
| 10   | Suany Martinez    | Can Am            | 89:34:54 | + 29:06:25 |

### Prototipos Ligeros (T3)
| Pos. | Piloto                    | Marca             | Tiempo   | Diferencia |
| ---- | ------------------------- | ----------------- | -------- | ---------- |
| 1    | Josef Macháček            | Can-Am DV 21      | 59:39:01 | -----      |
| 2    | Camelia Liparoti          | Yamaha YXZ1000R   | 61:51:24 | 2:12:23    |
| 3    | Philippe Pinchedez        | Pinch Racing T3RR | 62:15:27 | 2:36:26    |
| 4    | Seth Quintero             | OT3-02            | 62:30:15 | 2:51:14    |
| 5    | Jean-Luc Pisson           | PH-Sport Zephyr   | 62:43:38 | 3:04:37    |
| 6    | Jean Remy Bergounhe       | PH-Sport Zephyr   | 63:47:56 | 4:08:55    |
| 7    | Lionel Baud               | PH-Sport Zephyr   | 64:01:16 | 4:22:15    |
| 8    | Rui Miguel Costa Carneiro | MMP Can-Am        | 65:17:00 | 5:37:59    |
| 9    | Mansour Al Helei          | PH-Sport Zephyr   | 66:27:03 | 6:48:02    |
| 10   | Tomáš Enge                | Can-Am DV 21      | 71:27:52 | 11:48:51   |

### SSV (T4)
| Pos. | Piloto                   | Marca              | Tiempo   | Diferencia |
| ---- | ------------------------ | ------------------ | -------- | ---------- |
| 1    | Francisco López Contardo | Can-Am XRS         | 53:41:02 | -----      |
| 2    | Austin Jones             | Can-Am XRS         | 53:58:25 | + 00:17:23 |
| 3    | Aron Domżała             | Can-Am XRS         | 54:32:55 | + 0:51:53  |
| 4    | Michal Goczal            | Can-Am XRS         | 54:55:00 | + 1:13:58  |
| 5    | Reinaldo Varela          | Can-Am XRS         | 55:08:07 | + 1:27:05  |
| 6    | Kees Koolen              | Can-Am XRS         | 57:31:49 | + 3:50:47  |
| 7    | J. Antonio Hinojo López  | Can-Am Maverick X3 | 57:39:26 | + 3:58:24  |
| 8    | Marek Goczal             | Can-Am XRS         | 58:22:11 | + 4:41:09  |
| 9    | Khalifa Al Attiyah       | Can-Am XRS         | 58:23:20 | + 4:42:18  |
| 10   | Eric Abel                | Can-Am Maverick X3 | 59:24:57 | + 5:43:55  |

### Clásicos
| Pos. | Piloto             | Marca                   | Puntos | Diferencia |
| ---- | ------------------ | ----------------------- | ------ | ---------- |
| 1    | Marc Douton        | Buggy Sunhill 1979      | 961    | -----      |
| 2    | Juan Donatiu       | Mitsubishi Montero      | 2.650  | + 1.689    |
| 3    | Lilian Harichoury  | Renault 420 Dci         | 5.838  | + 4.877    |
| 4    | Kilian Revuelta    | Toyota Land Cruiser     | 5.739  | + 4.853    |
| 5    | Frederic Verdaguer | Buggy Sunhill 1982-1983 | 8.775  | + 7.814    |
| 6    | Maxime Lacarrau    | Proto KDJ95             | 9.327  | + 8.366    |
| 7    | Luciano Carcheri   | Nissan Patrol           | 11.285 | + 10.324   |
| 8    | Miquel Angel Boet  | Unimog Mercedes Benz    | 12.619 | + 11.658   |
| 9    | Benott Callewaert  | Volkswagen Baja         | 16.189 | + 15.228   |
| 10   | Antonio Gutiérrez  | Mercedes Benz G-320     | 16.215 | + 15.254   |